# Albane (prénom)
Pour les articles homonymes, voir Albane.
Cette page présente le prénom Albane ainsi que ses variantes.
Albane est un prénom féminin qui vient du prénom latin Albanus, qui désignait une personne « originaire de la ville d'Albe la Longue ».

## Occurrence
Le prénom est peu utilisé en France, puisqu'il n'a été donné que 6 387 fois depuis 1946. Mais il connaît actuellement une certaine popularité, avec plus de trois cents enfants ainsi prénommées en 2006. Au Québec, le prénom arrivait au quatrième rang à la fin des années 1990, juste après Marie, Sixtine, et Victoire.
Albane était le prénom d'une sainte fêtée localement en Forez pour avoir fondé le monastère de Leigneux où se trouve son tombeau, : cf. Sainte Albane.

## Étymologie
Étymologie latine : albus, « blanc » .